# 텔레비전 중독

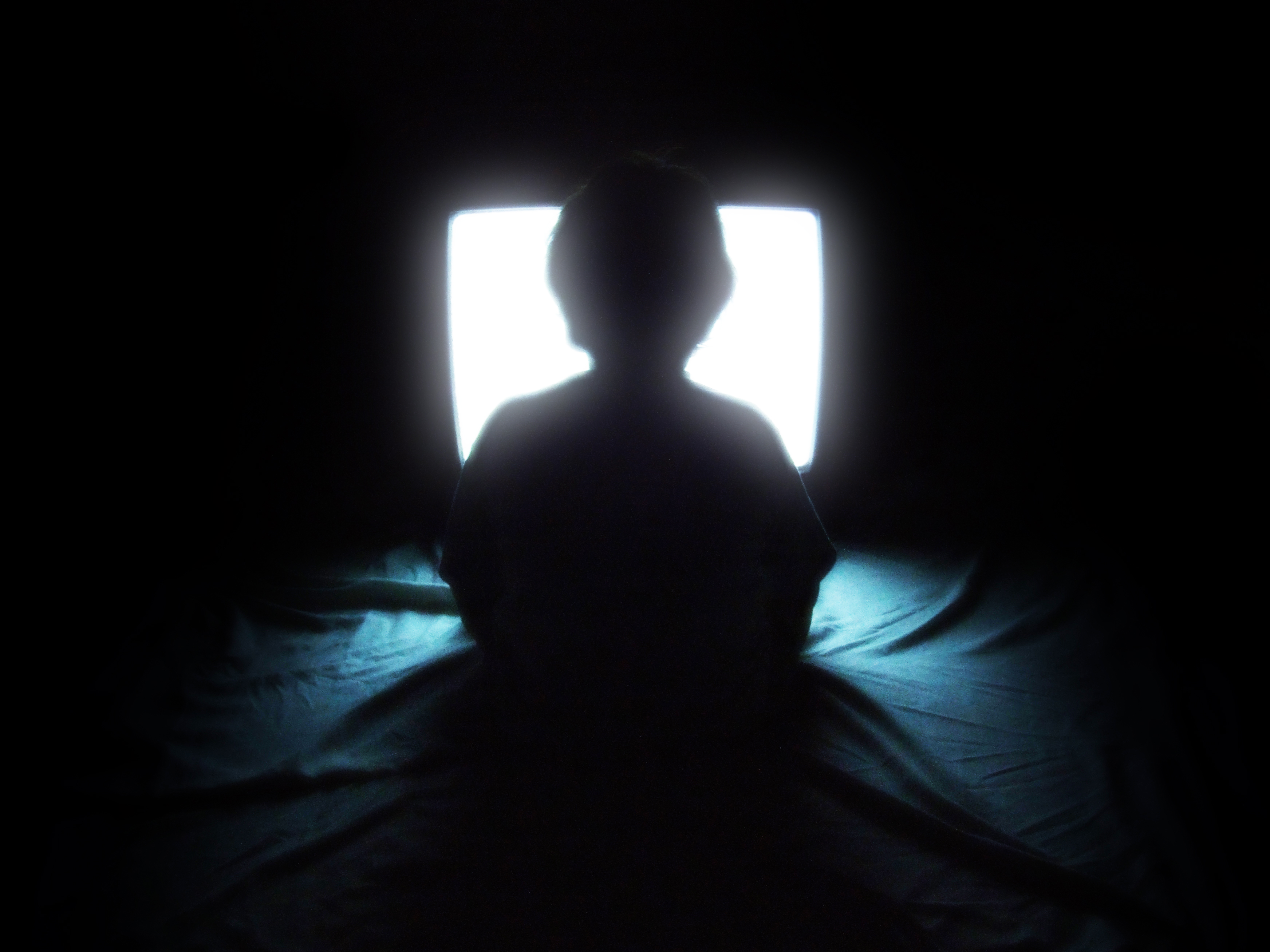

텔레비전 의존증은 장시간동안 텔레비전을 시청하는 것이 습관적으로 되어 자신의 의사로 TV 시청을 막는 것이 어려운 상태를 말한다.

## 분석
이 모델에 대한 가장 최근의 의학적 검토는 병리학적 텔레비전 시청 행동이 진정한 행동 중독을 구성할 수 있다고 결론지었지만 이를 입증하기 위해서는 이 주제에 대한 훨씬 더 많은 연구가 필요하다고 지적했다. 강박은 많은 경우 통제하기가 극도로 어려울 수 있다. 텔레비전 중독 모델은 강박 행동의 한 형태이기도 한 약물이나 도박 중독과 같은 다른 형태의 행동 중독과 유사하다.

## 같이 보기
- 탐닉
- 행동 현대성
- 게임 중독